# WebML
WebML (Web Modeling Language) – zapis specyfikacji złożoności stron internetowych. WebML pozwala na opracowanie strony na wysokim poziomie w odrębnych poziomach:
a. dane (model strukturalny)
b. strony które je tworzą (model ułożenia)
c. topologii linków/odnośników pomiędzy stronami (model nawigacji)
d. układ oraz wymagania graficzne do renderowania stron (model prezentacji)
e. dostosowywanie cech (model personalizacji)
Wszystkie założenia WebML są powiązane z graficznymi symbolami języka tekstowego XML. Wymagania języka „web modeling language” są niezależne od języka (client-side) używanego do dostarczania aplikacji użytkownikom oraz platformy (server-side) używanej do łączenia stron. Jednak nie mogą one być efektownie wykorzystane do produkcji stron realizowanych w specyficznej opcji technologicznej. WebML pozwala na dostęp do strony internetowej programisty, która jest kluczem do definiowania nowych generacji narzędzi CASE służącej do: budowania złożonych stron, obsługi zaawansowanych  cech takich jak dostęp do wielu urządzeń (multi-device access), personalizacji.